# Маклауд, Синтия
Си́нтия Макла́уд, урожденная Ферье (Cynthia Henri McLeod, Cynthia Ferrier; род. 4 октября 1936, Парамарибо) — суринамская писательница, историк.

## Биография
Дочь первого президента Суринама Йохана Ферье, сводная сестра нидерландского политика Катлин Ферье. Училась в Суринаме, а затем в Нидерландах, где вышла замуж за Дональда Маклауда. В 1962 супруги вернулись в Суринам. В 1969—1978 Синтия преподавала нидерландский язык и литературу. Муж был назначен послом Суринама в Венесуэле, Бельгии, США. За границей Синтия начала писать, занималась в архивах Бельгии, Нидерландов, Германии, материалы которых впоследствии использовал в своих исторических разысканиях и романах. В 1986 супруги вернулись в Суринам, в 1987 Синтия Маклауд дебютировала историческим романом «Сколько стоит сахар?» («Цена сахара?»), имевшим большой успех и принесшим ей известность.
Автор нескольких книг для детей.

## Книги

### Исторические романы
- Сколько стоит сахар?/ Hoe duur was de suiker (1987, многократно переиздан; англ. изд. 2010, 2011, экранизирован 2013, )
- Vaarwel Merodia (1993, 3 изд.)
- Ma Rochelle Passée Welkom El Dorado (1996, 4 изд.)
- Tweemaal Mariënburg (1997, 4 изд.)
- Herinneringen aan Mariënburg (1998, 4 изд.)
- Свободная негритянка Элизабет/ De vrije negerin Elisabeth (2000, выдержал 7 изданий; англ. изд. 2000, 2001, 2004, 2005, 2008)
- … die revolutie niet begrepen!… (2005, 2 изд.)

### Исследования
- Elisabeth Samson; een vrije zwarte vrouw in het achttiende-eeuwse Suriname (1993, переизд. 1995, 1996, 1997)
- Рабство и память/ Slavernij en de Memorie (2002)
- Kriskras door Frimangron (2003)
- Tutuba, het meisje van het slavenschip Leusden. Historische Novelle, Uitgeverij Conserve, Schoorl (2013), ISBN 978-90-5429-357-6

## Признание
Книги писательницы переведены на английский и немецкий языки.